# Hyposmocoma coprosmae
Hyposmocoma coprosmae là một loài bướm đêm thuộc họ Cosmopterigidae. Nó là loài đặc hữu của Oahu. The type locality is Malamalama, Mount Konahuanui.
Ấu trùng ăn Coprosma longijolia.